# 青海波 (雅乐)
青海波，日本雅乐曲目，相传源自中国唐乐。

## 历史
按十二宫调，《青海波》据称原本为平调，仁明天皇（833-850年在位）勅命将其移调至般涉调。原本的平调《青海波》已经失传，现有的平调《青海波》均是后世从般涉调《青海波》改编而成。古谱中还存在黄钟调和双调的《青海波》。现代日本雅乐演奏中，不仅黄钟调，双调的也有人表演。